# Портакомаро
Портакома̀ро (на италиански: Portacomaro; на пиемонтски: Portacomè, Портакоме) е село и община в Северна Италия, провинция Асти, регион Пиемонт. Разположено е на 232 m надморска височина. Населението на общината е 1996 души (към 2012 г.).